# Amdo (Nagqu)
Amdo. (en tibetano ཨ་མདོ་རྫོང་; transliteración de Wylie: a mdo rdzong) es un condado en la prefectura de Nagchu en la Región Autónoma del Tíbet. El condado tiene unos 43.410,85 kilómetros cuadrados y está cubierto ante todo por la Planicie Tibetana. En 2000 tenía una población de 32843 habitantes.
Su capital es Amdo, al norte de Lasa. Tiene una estación de trenes.

## Divisiones administrativas
- Pana pueblo (帕那镇)
- Zharen Town (扎仁镇)
- Yanshiping pueblo (雁石坪镇)
- Qiangma pueblo (强玛镇)
- Maqu (玛曲乡)
- Cuoma pueblo (措玛乡)
- Bang'ai (帮爱乡)
- Tandui pueblo (滩堆乡)
- Zhaqu (扎曲乡)
- Gangnyi pueblo (岗尼乡)
- Sewu pueblo(色务乡)
- Duoma (多玛乡)
- Marong pueblo(玛荣乡)

## Etnografía
Según el censo del 2000, vivían en este condado las siguientes etnias:
| Etnia     | Población | Porcentaje |
| --------- | --------- | ---------- |
| Tibetanos | 32.191    | 98,01 %    |
| Han       | 479       | 1,46 %     |
| Hui       | 118       | 0,36 %     |
| Salar     | 19        | 0,06 %     |
| Otros     | 36        | 0,11 %     |